# Fyrværkeriulykken i Seest
Fyrværkeriulykken i Seest var en af de største danske ulykker i nyere tid. Den ramte den sydvestligt beliggende Kolding-forstad Seest den 3. november 2004.

## Forløb
Da to medarbejdere var i gang med at tømme en 40 fods ISO-container med fyrværkeri på N. P. Johnsens Fyrværkerifabrik, tabte de en kasse raketter. Raketterne eksploderede, og ilden bredte sig hurtigt til resten af fyrværkeriet i containeren samt en anden 40 fods container, hvorefter der skete en stor eksplosion klokken 15:25.
Brandfolk fra Kolding, Haderslev, Vejle, Fredericia, 
Horsens, Esbjerg, Odense og Beredskabsstyrelsen i Haderslev, Herning, Thisted og Næstved samt en crash tender fra Flyvestation Skrydstrup blev tilkaldt for at hjælpe med at slukke branden.
Branden bredte sig også til de haller, hvor hovedparten af fyrværkeriet blev opbevaret (ca. 800 tons ca. 284 ton NEM (nettoeksplosivmængde)). Da det sprang i luften kl. 17:45 ved tre store eksplosioner, fremkaldte det en jordrystelse, der svarer til 2,2 på Richter-skalaen. Eksplosionerne sendte betonstykker, mursten, tagplader og store jerndragere flere hundrede meter væk fra fabriksområdet.
På det tidspunkt havde politiet evakueret langt de fleste naboer til fabrikken. 760 husstande med omkring 2000 mennesker blev evakueret. Mange af dem så først deres hus igen tre dage senere. 355 huse fik skader. Af dem var 176 så medtagne, at beboerne ikke umiddelbart kunne vende tilbage. Omtrent 75 huse var så medtagne, at de måtte rives ned og genopbygges. Omkring 85 mennesker blev såret og måtte på hospitalet.
To måneder efter ulykken blev de samlede erstatninger anslået til 750 millioner kroner.
Ved den første eksplosion i containerne omkom den 33-årige deltidsbrandmand, Max Jørgensen, og to andre fra redningsmandskabet blev alvorligt såret. Max Jørgensen blev posthumt tildelt Forsvarets medalje for Faldne og Sårede i tjeneste.

## Efterspil
Den 28. april 2005 konkluderede politiet i Kolding i en rapport, at ulykken var et hændeligt uheld.
12 virksomheder i området blev ramt. Kolding Kommune besluttede at opkøbe grundene og bruge dem til boliger og grønne områder.
Den 15. maj 2006 blev en rapport offentliggjort. Den var udfærdiget af en uafhængig ekspertgruppe nedsat af økonomi- og erhvervsministeren og forsvarsministeren. Rapporten konkluderede (citater fra pressemeddelelse), "at der ikke ses at være begået lovovertrædelser af de berørte danske myndigheder." Ekspertgruppen finder desuden, at "man ikke finder grundlag for at udtale, at de involverede danske myndigheder vidste eller burde vide, at fyrværkeri af den pågældende karakter kunne indebære væsentlige sikkerhedsmæssige risici". Endelig mener Ekspertgruppen "ikke, at sagsbehandlinger i de danske berørte myndigheder har været behæftet med fejl, som er årsag til ulykken i Seest, hverken til selve antændelsen eller skadesomfanget."
I november 2017 blev en vej på grunden, hvor fyrværkerifabrikken lå, opkaldt efter brandmand Max Jørgensen. Det var ved etableringen af et nyt boligbyggeri på grunden.